# Woodhill (Whangarei)
Pour les articles homonymes, voir Woodhill.
Woodhill  est une banlieue de la cité de Whangārei, dans la région du Northland, située dans l’Île du Nord de la Nouvelle-Zélande.

## Situation
Elle est localisée à environ 1,5 kilomètre au  sud-ouest du centre de la cité de Whangārei  .
La State Highway 1 circule à travers la ville de Woodhill, contournant le CBD, et la route State Highway 14 (en) se termine à une intersection avec la SH1.
L'hôpital de Whangarei (en) siège sur le trajet de la SH14 entre les localités de Woodhill et d’Horahora.

## Histoire
Le secteur a été appelé Woodhill depuis la fin du XIXe siècle et fut développé sous le nom de "Woodhill Estate" au début du XXe siècle,.
Des canalisations d’eau furent posées vers l’année 1907.
Vers 1910–1911, des discussions se sont tenues au niveau du « Whangarei Borough Council » à propos du revêtement des routes de l’établissement , .

## Gouvernance
Woodhill était à l’origine une partie du conté de Whangarei (en), mais l’administration fut transférée au « Whangarei Borough » en 1949.

## Démographie
La zone statistique de Woodhill-Vinetown, qui réunit approximativement les deux banlieues, couvre 1,39 km2 et a une population estimée de 3 050 habitants en juin 2021 avec une densité de population de 2 194 personnes par km2.
La  localité de Woodhill-Vinetown avait une population de 2 847 habitants lors du recensement de 2018  en Nouvelle-Zélande, en augmentation de 408 personnes (16,7 %) depuis le  recensement de 2013, et en augmentation de 357 personnes (14,3 %) depuis le recensement de 2006 en Nouvelle-Zélande.
Il y avait 1 095 logements , comprenant 1 392 hommes et 1 455 femmes, donnant un sexe-ratio de 0,96 homme pour une femme.
L’âge médian était de 35,2 ans  (comparé avec les 37,4 ans au niveau national), avec 543 personnes (19,1 %) âgées de moins de 15 ans, 642 personnes (22,6 %) âgées de 15 à 29 ans, 1 194 personnes (41,9 %) âgées de 30 à 64 ans, et 468 personnes (16,4 %) âgées de 65 ans ou plus.
L’ethnicité était pour 64,5 % européens/Pākehā, 31,8 % Māori, 5,5 % peuples du Pacifique, 14,9 % d’asiatiques et 1,8 % d’une autre ethnicité. Les personnes pouvant s’identifier de plus d’une ethnicité.
Le  pourcentage de personnes nées outre-mer était de 24,4 %, comparé avec les 27,1 % au niveau national.
Bien que certaines personnes choisissent de ne pas répondre à la question du recensement sur leur affiliation à une religion , 46,3 % n’avaient aucune religion, 36,2 % étaient chrétiens, 2,6 % avaient des croyances religieuses Māori (en), 2,3 % étaient hindouistes, 0,3 % étaient musulmans, 0,9 % étaient bouddhistes et 3,8 % avaient une autre religion.
Parmi ceux d’au moins 15 ans d’âge, 405 personnes (17,6 %)  avaient un niveau de licence ou un degré supérieur, et 477 personnes (20,7 %) n’avaient aucune qualification formelle.
Les revenus médians étaient de 25,700 $, comparés aux 31,800 $ au niveau  national. 198 personnes (8,6 %) gagnaient plus de 70,000 $ comparés aux 17,2 % au niveau national.
Le statut d’emploi de ceux d’au moins 15 ans était pour 1 107 personnes (48,0 %) un emploi à temps plein, pour 324 personnes (14,1 %) était un temps partiel, et 105 personnes (4,6 %) étaient sans emploi .